# Gianandrea Doria
Gianandrea Doria, o Giovanni Andrea Doria (Genova, 1539 – Genova, 2 febbraio 1606), è stato un ammiraglio e nobile italiano.

## Biografia
Figlio di Giannettino Doria e Ginetta Centurione, ereditò nella Repubblica di Genova le fortune del glorioso prozio, il principe-ammiraglio Andrea Doria, e legò ugualmente il suo nome a imprese sui campi di battaglia marini. Fu infatti sul mare che partecipò dapprima alla battaglia di Gerba nel 1560, che si concluse con una disfatta. Lo zio, Andrea Doria, moriva in quegli stessi giorni a novantaquattro anni di età, e sua ultima consolazione fu quella di sapere che almeno nella disfatta il nipote ed erede si era salvato.
Gianandrea comandò l'ala destra della flotta cristiana nella battaglia di Lepanto del 7 ottobre 1571. La sua strategia in questa battaglia fu negativamente ricostruita nella vulgata, accusato di aver seguito una tattica eccessivamente prudente, poiché molte navi genovesi erano di proprietà della sua famiglia. Agendo in questo modo, egli si lasciò irretire da una manovra diversiva del suo avversario Uccialì, che lo attirò verso l'esterno e quindi si infilò nel varco così creato, tentando di prendere alle spalle il centro dello schieramento cristiano. Questa mossa avrebbe potuto comportare conseguenze molto gravi, ma il sacrificio di alcune galee dalmate, tra cui si distinse la San Trifone di Cattaro comandata dal sopracomito Conte Girolamo Bisanti, non consentì tale manovra. Riorganizzato lo schieramento grazie al sacrificio degli equipaggi dalmati, la battaglia terminò con la vittoria delle forze cristiane.
Gianandrea, erede nella Repubblica di Genova delle fortune del prozio, non possedeva forse le capacità del grande avo, si impose tuttavia per il suo carattere aspro e presuntuoso. Diresse come il suo predecessore la linea politica filo-spagnola assunta dalla città, e sotto di lui si riformò il sistema oligarchico alla guida della Repubblica genovese.
Nel complesso, nelle vicende interne genovesi il successore del Pater Patriae non ebbe né la grande autorità né la prudente abilità di Andrea e, non essendo in grado di divenire dominatore supremo, si atteggiò a capo di parte, minacciando di trasformare il conflitto dei partiti nobiliari in guerra civile.
In Genova risiedeva con la famiglia nel palazzo del Principe. Accanto ad esso ristrutturò in termini manieristico-rinascimentali la chiesa di San Benedetto al Porto.
Fu principe di Melfi, marchese di Torriglia e conte di Loano.